# Tommy, la légende du golf
Pour plus de détails, voir Fiche technique et Distribution.
Tommy, la légende du golf (Tommy's Honour) est un film britannique réalisé par Jason Connery, sorti en 2016.

## Synopsis
La vie des golfeurs Tom Morris, Sr. et Tom Morris, Jr..

## Fiche technique
- Titre : Tommy, la légende du golf
- Titre original : Tommy's Honour
- Réalisation : Jason Connery
- Scénario : Pamela Marin et Kevin Cook
- Musique : Christian Henson
- Photographie : Gary Shaw
- Montage : John Scott
- Production : Jim Kreutzer, Bob Last et Tim Moore
- Société de production : Gutta Percha Productions et SellOutPictures
- Pays :  Royaume-Uni et  États-Unis
- Genre : Biopic, drame et romance
- Durée : 112 minutes
- Dates de sortie : 
  -  Royaume-Uni : 15 juin 2016 (festival international du film d'Édimbourg), 7 juillet 2017

## Distribution
- Peter Mullan : Tom Morris, Sr.
- Jack Lowden : Tom Morris, Jr.
- Sam Neill : Alexander Boothby
- Benjamin Wainwright : George Atwood, Jr.
- Peter Ferdinando : Le major Molesworth
- Andy Gray : Lang Dan
- Greg Powrie : Campbell
- Christopher Craig : Durie
- Therese Bradley : Nancy Morris
- Neil Pendleton : Jamie Morris
- Brett Alan Hart : Jack Morris
- Dylan Neilson : Jamie Morris jeune
- Max Coussins : Jack Morris jeune
- Kylie Hart : Lizzie Morris
- James Smillie : Minister Boyd
- Kimberly Sinclair : Sally MacKenzie
- Max Deacon : David Strath
- Paul Tinto : James Hunter
- Nicky Henson : Charles Kinloch
- Ian Pirie : Willie Park
- John Clyde : Thomas Rodger
- Paul Reid : George Atwood, Sr.
- Ophelia Lovibond : Meg Drinnen
- John Buick : Bob Kirk
- Jim Sweeney : M. Murray
- Edward Kingham : M. Riggs
- Jonny McLeish : Tom Kidd
- Sean Hay : Bertie
- Nina MacAdam : Mme. Drinnen
- Paityn Hart : Rosie Drinnen
- Jonathan Durie : Archer
- Simon Paisley Day : Dennis Urquhart
- Paul Morrow : Lewis
- Hamish Ireland : Arthur Molesworth
- Emma O'Hara : Agnes Drinnen

## Accueil
Le film a reçu un accueil mitigé de la critique. Il obtient un score moyen de 56 % sur Metacritic.